# 辻宏子
辻宏子（1938年11月29日—）是一名日本女子体操运动员。她在1964年东京夏季奥林匹克运动会中，获得体操女子团体铜牌。她也在1962年世界体操锦标赛上摘得团体铜牌。